# EIRSAT-1
EIRSAT-1 (acronimo di Educational Irish Research Satellite) è il primo satellite irlandese. 
Il satellite, del tipo CubeSat, è stato realizzato dall'University College Dublin con la collaborazione di cinque compagnie private irlandesi e il contributo finanziario dell'Agenzia spaziale europea, dell'Irish Research Council e della Science Foundation Ireland. Il lancio è stato effettuato il 1º dicembre 2023 dalla Vandenberg Space Force Base con un razzo vettore Falcon 9.
Il satellite è stato realizzato con l'obiettivo di promuovere in Irlanda l'istruzione nel campo delle scienze e dell'ingegneria spaziale attraverso la collaborazione tra gruppi di studenti, istituti di istruzione superiore e aziende ad alta tecnologia. Per raggiungere lo scopo prefissato, sono stati predisposti esperimenti scientifici per studiare i lampi gamma, eseguire test preliminari per valutare l'efficacia di nuovi prodotti da impiegare per trattamenti superficiali protettivi per satelliti e sonde spaziali e testare un nuovo sistema di controllo di assetto dei satelliti. La strumentazione a bordo di EIRSAT-1 comprende un nuovo modello di sensore miniaturizzato per i raggi gamma (chiamato GMOD, cioè Gamma Module), un modulo (chiamato EMOD) per misurazioni di temperatura dei nuovi prodotti destinati a trattamenti superficiali protettivi e un nuovo sistema di controllo dell'assetto del satellite (chiamato WBC, cioè Wave-Base Control) basato su magnetometri, che utilizzerà le misure del campo magnetico terrestre, elaborate da un nuovo software, per girare il satellite nella direzione desiderata.
EIRSAT-1 ha una durata programmata di due anni. 